# جينا جراين
جينا جراين (بالإنجليزية: Gina Grain) مواليد 16 يونيو 1974 في كيبك، كندا، هي دراج كندية سابقة. سبق أن شاركت في دورة الألعاب الأولمبية الصيفية.

## الميداليات
| الميدالية | المسابقة                               |
| --------- | -------------------------------------- |
| فضية      | بطولة العالم للدراجات على المضمار 2006 |

## روابط خارجية
- جينا جراين على موقع الاتحاد الدولي للدراجات (الإنجليزية)
- جينا جراين على موقع أرشيف الدراجات (الإنجليزية)
- جينا جراين على موقع إحصائيات الدراجات الإحترافية (الإنجليزية)
- جينا جراين على موقع نسبة الدراجات (الإنجليزية)
- جينا جراين على موقع اللجنة الأولمبية الدولية (الإنجليزية)
- جينا جراين على موقع أوليمبيديا (الإنجليزية)
- جينا جراين على موقع اللجنة الأولمبية الكندية (الإنجليزية)